# Beata Polak
Beata Polak, b. Kozak – polska perkusistka, producentka muzyczna.

## Życiorys
Absolwentka Akademii Muzycznej w Poznaniu na Wydziale Instrumentalnym w klasie perkusji. Ukończyła również szkołę muzyczną I stopnia w klasie fortepianu i II stopnia w klasie rytmiki i perkusji. Nauczycielka perkusji w Zespole Szkół Muzycznych w Poznaniu. W 1997 na festiwalu Węgorzewo otrzymała nagrodę dla "Największej indywidualności festiwalu".
Należała niegdyś do zespołów Syndicate, Armia, Zbylaki i Sunguest. Współpracowała oraz występowała gościnnie lub w zastępstwie z takimi wykonawcami i grupami muzycznymi jak: Sweet Noise, Maryla Rodowicz, Arka Noego, Houk, Tomasz Budzyński, Acid Drinkers. Obecnie jest członkinią grup 2Tm2,3, projektów Tomasz Budzyński, Mister zU.B., Koty oraz Wolf Spider. Perkusistka współpracuje także z poznańskim chórem dziewczęcym Skowronki. Od 2018 roku współpracuje z norweskim wokalistą heavymetalowym Jornem Lande.
Ma czworo dzieci; najstarsza jest córka Kaja (w przeszłości główna wokalistka w dziecięcym zespole Arka Noego, a następnie w grupie Sunguest). Należy do Wspólnoty Neokatechumenalnej. Tworzyła wraz z mężem Marcinem i córką Kają grupę Sunguest.

## Instrumentarium
| Bębny Pearl Reference - Bass drum 22" x 18" - Rack-tom 10" x 9" - Rack-tom 12" x 10" - Floor-tom 14" x 14" - Floor-tom 16" x 16" - Werbel 14" x 6,5" Pałki perkusyjne - Pro Mark TX747W | Talerze perkusyjne - Crash Paiste Signature 16" ; Signature Dark Crash-Mark I-16" - Crash Paiste Signature 17" ; Signature Dark Crash-Mark I-17" - Crash Paiste Signature 18" ; Signature Dark Crash-Mark I-18" - Splash Paiste Signature 10" - Splash Paiste Signature 12" - Ride Paiste Signature 20" ; Signature Dark Ride-Mark II-22" - China Paiste Signature 16" - China Paiste Signature 20" - Hi-hat Paiste Signature 14"; Signature Dark Hi-hat-14" - Hi-hat Paiste Signature 13" - Bell Paiste Sound Formula 8"; Bell Chime-2002-6" |

## Dyskografia
Opracowano na podstawie materiału źródłowego.

- Sweet Noise – Getto (1997, singel)
- Maryla Rodowicz – Przed zakrętem (1999)
- Syndicate – Head Over Heels (1999)
- Armia – Droga (1999)
- 2Tm2,3 – 2Tm2,3 (1999),
- Armia – Soul Side Story (2000)
- 2Tm2,3 – Pascha 2000 (2000)
- 2Tm2,3 – Pascha 2000 Tour (2000)
- Arka Noego – Mama tata mam 2 lata! (2001)
- Armia – Pocałunek mongolskiego księcia (2003)
- 2Tm2,3 – Propaganda Dei (2004)
- 2Tm2,3 – dementi (2008)
- Tomasz Budzyński – Luna (2008)
- Sunguest – Labirynt (2008)
- 2Tm2,3 – Koncert w teatrze (2009)
- Michał Szpak – Byle być sobą (2015)